# Pignus pongola
Pignus pongola là một loài nhện trong họ Salticidae.
Loài này thuộc chi Pignus. Pignus pongola được Wanda Wesołowska & Haddad miêu tả năm 2009.